# Johann Georg al III-lea, Elector de Saxonia
Johann Georg al III-lea (20 iunie 1647 – 12 septembrie 1691) a fost Elector de Saxonia din 1680 până în 1691. A aparținut liniei Albertin a Casei de Wettin.

## Biografie
Johann Georg s-a născut la Dresda, ca singurul fiu al lui Johann George al II-lea, Elector de Saxonia și a soției acestuia, Magdalene Sybille de Brandenburg-Bayreuth.
La fire a semănat cu tatăl său. Au împărtășit aceeași plăcere față de muzica italiană și teatru. În 1685, la vârsta de 38 de ani, Johann George al III-lea a întâlnit-o pe cântăreața venețiană de operă Margarita Salicola cu care a început o relație; el a adus-o la Dresda (nu numai pentru a lucra ci și ca metresă oficială). Ea a început o eră nouă pentru Opera din Saxonia, care înainte a fost dominată de castrati. În 1686, teologul Philipp Jakob Spener a devenit capelanul Curții de la Dresa însă Spener n-a fost acceptat de toată lumea și în 1691 s-a mutat la Brandenburg.
A înființat o mică armată de 12.000 de oameni, după modelul din margrafiatul Brandenburg și a reușit ca statele componente să contribuie cu fonduri. Cancelaria de război (geheime Kriegskanzlei) a fost înființată ca cea mai înaltă autoritate militară. O presiune extremă a fost folosită pentru a obține recruți pentru noua sa armată. Întotdeauna a neglijat afacerile interne.
În politica externă, el a fost mai inconstant decât tatăl său. A rupt relațiile cu coroana franceză și s-a străduit energic pentru a câștiga Brandenburg și alți prinți germani pentru războiul imperial împotriva agresorului francez.
Evaluat ca un aliat la curtea de Habsburg, el a fost totuși privit cu o neîncredere extremă și nu a fost în măsură să comande toate trupele imperiale în fața unei invazii turcești și nu a obținut mijloacele (aprovizionarea cu alimente și cazarea de iarnă) necesare pentru menținerea trupelor sale auxiliare.

### Căsătorie și copii
În 1663 s-a logodit cu prințesa Danemarcei în vârstă de cincisprezece ani, Prințesa Ana Sofia a Danemarcei, care era fiica cea mare a regelui Frederic al III-lea al Danemarcei. Trei ani mai târziu, Johann Georg și Ana Sofia s-au căsătorit la 9 octombrie 1666.
Împreună au avut doi copii:
- Johann Georg al IV-lea (18 octombrie 1668 – 28 mai 1694), i-a succedat tatălui său ca Elector;
- Frederic Augustus I (22 mai 1670 – 1 februarie 1733), i-a succedat fratelui său ca Elector și mai târziu a devenit regele Poloniei "August cel Puternic".

Johann Georg a avut un fiu nelegitim și cu metresa sa, Margarita Salicola:
- Johann Georg Maximilian von Fürstenhoff (n. 1686 – d. 1753), căsătorit prima dată cu Margareta Dorothea Kühler (d. 1738) apoi cu Charlotte Emilie. Din prima căsătorie a avut doi copii: un fiu și o fiică.

1. ↑  Czech National Authority Database, accesat în 1 martie 2022